# Getting Over It with Bennett Foddy
『Getting Over It with Bennett Foddy』（公式での略称："Getting Over It"）は、ベネット・フォディが開発・発表したコンピュータゲーム（プラットフォーム・ゲーム）である。

## システム
本作は、ディオゲネスという、一言もしゃべらず下半身が何らかの水が詰まった釜にはまった男性を操作し、登山用ハンマーを振るってものにひっかけたり、地面などに振りおろして持ち上げたりジャンプしながら山を登っていくコンピュータゲームである。プレイヤーはマウスまたはタッチパッドを使って、男性の上半身を動かし、ハンマーをどこかに引っ掛けながら急な山道を進んでいく。
ハンマーの力加減は、マウスを動かす回数と速度に左右されており、マウスの感度を低く設定した場合は大きく動かす必要がある一方、マウスの感度を高く設定しすぎるとと少しマウスを動かしただけでもハンマーが大きく動いてしまう。
コントローラでも遊べるが、ジョイスティックの精度の都合上、さらに難易度が上がる。また、iOS版は、画面フリックでハンマーを操作することができる。
プレイ中、フォディ本人の声で哲学的な話題のナレーションが入り、特にプレイヤーが失敗したときは、失望や忍耐に関する名言が引用される。
ゲームが進むにつれて難易度は上昇する。チェックポイントがないため、一度落ちると場合によっては最初からやり直す羽目になる。
頂上に上るとゲーム終了となり、現在ゲームプレイを録画しているか否かを問うメッセージが表示される。録画していないことを確認して進むと、登頂者のみが見られるコンテンツにアクセスすることができる。

## 制作

### 背景
『QWOP』の作者として知られるベネット・フォディは、子どものころから難しいゲームについて興味を抱いていた。フォディがオーストラリアに住んでいた1980年代から90年代の間は、『ジェットセットウィリー』などの国外から輸入されたゲームしか遊べなかった。これらのゲームの多くは、セーブシステムが不十分だったため、キャラクターが死亡した場合は最初からやり直す必要があった。
1990年代、アメリカおよび日本製のゲームはセーブシステムやチェックポイントを導入するようになり、キャラクターが途中で死亡しても最初からやり直す必要がなくなった。フォディはセーブシステム等の導入について、「ある地点まで送り戻しが少しずつ減っていく要素は、いまやこのブティックのものになってしまった。ある世代の人はその感覚を持っているし、すべての人にそれがあてはまるだろう。しかし、このようなシステムは正統からはずれたものである」とGamasutraとのインタビュー述べている。
その後、フォディは『DARK SOULS』シリーズといった高難易度ゲームの再来を目の当たりにした。
さらに2017年8月に発売された『Hellblade: Senua's Sacrifice』というセーブシステムがあるゲームにおいても、プレイヤーが何度も死亡した場合はセーブデータを消去されるシステムが導入されたことで他のプレイヤーが挑戦しやすくなり、あえて難しいゲームデザインにすることで新たな興味を引き寄せることが証明された。
フォディは「強い支持を受けているデザインの正統性の誤りが証明されたときに、新たなる道が開けるため、とてつもなく興奮させられます」と述べ、本作もまた新しいゲーム開発への道を開ける作品だと考えている。
そして、フォディは、2002年にチェコのゲームデザイナーJazzuoが発表した『Sexy Hiking』にインスピレーションを受け、ある種の人を悶えさせるために本作を開発した。

### 開発
題名に自らの名を冠した理由について、フォディは作り手である自分を人間として感じてほしいと同時に、プレイヤーのことを人間として感じたいという想いがあったと、2019年に行われたGame Developers Conferenceの中で述べている。
前述の意図もあり、本作はフォディが直接プレイヤーに語りかける内容に仕上げられた。
最初、フォディは開発したときの気持ちを話していたが、次第にプレイヤーに向かって語りかける形に変化し、終盤ではプレイヤーに対する謝意も語られた。
また、当初のクリア報酬はフォディ自身がWebカメラを通じてプレイヤーに話しかけるということが予定されていたが、それでは出過ぎているというため、別の形に改められた。

### 配信
フォディはHumble Bundleとパートナー契約を結び、2017年10月6日に、その月のHumble Monthlyの一環として本作を発表した。
2017年12月6日、本作はフォディの手によってSteamでの配信が行われたと同時に、iOS版も配信された。

## 反響
本作はHumble Monthlyで配信された時点から反響を集め、2017年12月6日の時点で、Humble Monthly版は270万人以上のプレイヤーがプレイした。
動画投稿サイトには本作のプレイに苦戦するユーザーの動画が多数投稿された。
2017年12月22日時点のSteam版のレビューには「悪意の塊」「人にプレゼントして相手の発狂っぷりを楽しむゲーム」といった言葉が並んだと同時に、全体的な評価は非常に良好とされた。
また、その難易度の高さから、 PC Gamer のオースティン・ウッドをはじめとする批評家たちの支持も集めた。
Rock, Paper, Shotgunは2017年のベストPCゲームの一つとして本作を挙げたほか、GameSpotは2017年に発売されたゲームの中で一番奇怪なものになるだろうと評した。
本作は日本でも反響を呼んでおり、日本のゲーム実況者の間では「壺」と呼ばれているほか、IGNは本作の主人公を「壺おじさん」と呼び、ファミ通は本作を「壺男ゲー」と紹介した。2023年時点では「壺おじ」の通称名が複数のウェブメディアで使用されるようになっている。
ねとらぼのRitsuko Kawaiは「操作説明もなく始まり、失敗を重ねながらも前に進み続ける様子が人生のようだ」と述べ、本作の本質を「不可能と思える苦難を乗り越える喜び」とした。
4Gamer.netのgingerは、クリア不可能ではないものの操作性が難しいうえに道のりが理不尽なまでに険しいため、かなり人を選びそうなゲームとしつつも、ただのクソゲーではなく、不思議とやめられない魅力があると評した。
電撃オンラインの豊臣和孝は、本作には小さい針の穴に糸を通すようなもどかしさがあるとしつつも、本作の操作性が『Sexy Hiking』への敬愛によるものであり、自己都合によるルールのねじ曲げではなく明確なルールと物理法則に基づいている分、非常にまじめに作られたゲームであると感じたと述べている。また、豊臣は主人公のシュールで奇怪な姿から、インスタ映えならぬ配信映えすると評価している。

### フィクションにおける言及およびパロディ
日本の漫画『ゲーミングお嬢様』にて、本作に酷似したゲーム「杯おじ」が登場しており、ライターの福山幸司は電ファミニコゲーマーに寄せた記事の中で、「[前略]この凶悪な難易度からゲームにおける『成長への渇望』、『成功体験』を（同漫画の主要人物である）祥龍院隆子が説く内容となっており、はからずも『壺おじ』とeスポーツに共通点があることに気付かされる内容となっている。」と指摘している。

### 受賞歴

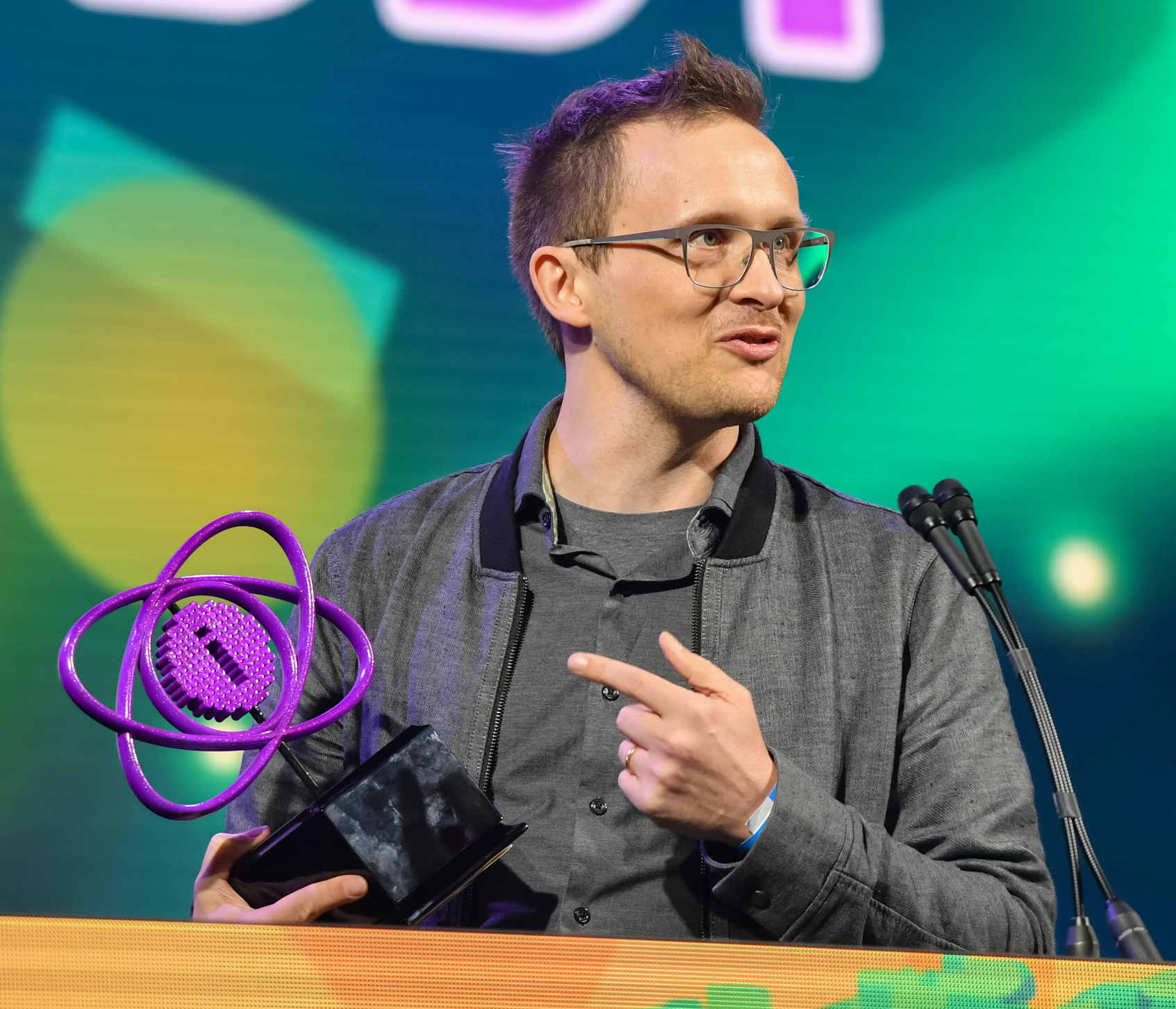
Independent Games Festivalにてトロフィーを手にするフォディ

| 年   | 賞                                                    | 部門                                                                  | 結果       | 出典          |
| ---- | ----------------------------------------------------- | --------------------------------------------------------------------- | ---------- | ------------- |
| 2018 | National Academy of Video Game Trade Reviewers Awards | Control Design, 2D or Limited 3D                                      | ノミネート | [ 25 ] [ 26 ] |
| 2018 | National Academy of Video Game Trade Reviewers Awards | Game, Special Class                                                   | ノミネート | [ 25 ] [ 26 ] |
| 2018 | SXSWゲーム賞                                          | トレンディング・ゲーム・オブ・ザ・イヤー（Trending Game of the Year） | ノミネート | [ 27 ] [ 28 ] |
| 2018 | SXSWゲーム賞                                          | モバイル・ゲーム・オブ・ザ・イヤー（ Mobile Game of the Year）        | ノミネート | [ 27 ] [ 28 ] |
| 2018 | Independent Games Festival Competition Awards         | Seumas McNally Grand Prize                                            | ノミネート | [ 29 ] [ 30 ] |
| 2018 | Independent Games Festival Competition Awards         | 最優秀デザイン賞（ Excellence in Design）                             | ノミネート | [ 29 ] [ 30 ] |
| 2018 | Independent Games Festival Competition Awards         | Nuovo Award                                                           | 受賞       | [ 29 ] [ 30 ] |